# 10 für Deutschland
10 für Deutschland ist ein Buch der politischen Journalistin Mely Kiyak, das  „Gespräche mit türkeistämmigen Abgeordneten“ Deutschlands enthält. Das 2007 bei der Edition Körber-Stiftung in Hamburg erschienene Buch basiert auf Interviews der Autorin.
Die Idee zu dem Buch geht auf das 2004 gegründete Netzwerk türkeistämmiger MandatsträgerInnen zurück, dessen Hauptziel es ist „das Engagement von Mandatsträgern mit Migrationshintergrund bekannter zu machen und dadurch auch andere Zuwanderer zur politischen Partizipation in Deutschland zu motivieren“.

## Inhalt
Das Buch beginnt mit einer Analyse der Beteiligung türkeistämmiger Abgeordneter am politischen Leben in Deutschland. Diese bildet den gesellschaftspolitischen Rahmen für die folgenden Gespräche, in deren Mittelpunkt Fragen nach Motivation und Ziel des Engagements der Befragten für Deutschland steht. Daneben werden Fragen zur Integrationspolitik, insbesondere zum Zuwanderungsgesetz und dem Verhältnis der Gesprächspartner zum Islam behandelt und spezifische Schwierigkeiten türkeistämmiger Menschen bei der politischen Beteiligung in Deutschland thematisiert. Gesprächspartner Kiyaks waren Lale Akgün, SPD-Bundestagsabgeordnete, Evrim Baba, PDS-Mitglied Abgeordnetenhaus Berlin, Ergun Can, SPD-Stadtrat Stuttgart, Ekin Deligöz, Bundestagsabgeordnete der Grünen, Dilek Kolat, SPD-Mitglied Abgeordnetenhaus Berlin, Murat Kalmış, FDP-Fraktionsvorsitzender, Ratsmitglied und seit 24. Mai 2024 zweiter Bürgermeister der Stadt Delmenhorst, Mustafa Kara, CDU-Stadtrat Neckarsulm, Cem Özdemir, Grünen-Abgeordneter EU-Parlament, Ali Ertan Toprak, Grünen-Stadtrat Recklinghausen und Nesrin Yilmaz, ehemalige CSU-Stadträtin Ingolstadt.

### Auszug
„Der Gang ins Amt für Einbürgerung und ins türkische Konsulat geschieht nicht automatisch. Was waren Ihre Gründe? – Ich habe meinen Antrag aus zwei Gründen gestellt. Erstens, weil ich mit 16 Jahren schon bei den Grünen war und es mich geärgert hat, dass ich nicht wählen durfte. Und der zweite Grund war der Militärdienst, ich konnte mir mich damals einfach nicht in der türkischen Armee vorstellen.“

## Kritiken
Laut Elke Nicolini (Süddeutsche Zeitung) entlockte die Autorin ihren Gesprächspartnern „Aufschlussreiches über ihre politischen und persönlichen Erfahrungen und Erwartungen“. Astrid Hölscher (Frankfurter Rundschau) konstatierte „eine ebenso lehrreiche wie amüsante Lektüre“ und sieht das Werk als „gelungen“ an. Der Berliner Tagesspiegel nannte die Interviews „lesenswert“ und konstatierte, dass die derzeit in Deutschland vorhandene Terminologie bezüglich des Themenfeldes Migration und Integration kaum ausreichend sei.

## Primärtext
Mely Kiyak: 10 für Deutschland. Hamburg 2007, Edition Körber-Stiftung, ISBN 978-3-89684-068-4

## Weblink
- 10 für Deutschland bei perlentaucher.de

## Einzelbelege
1. ↑  Podiumsdiskussion: Migranten mit Mandat. Körber-Stiftung, 7. November 2007, abgerufen am 9. Mai 2020.
2. 1 2  http://www.perlentaucher.de/buch/27999.html
3. ↑  Sprache und Integration: Warum Mario Gomez kein Spanier ist. In: Tagesspiegel. 13. Januar 2008 (Online).